# Matjaševci
Matjaševci este o localitate din comuna Kuzma, Slovenia, cu o populație de 203 locuitori.